# چیشما (شهرستان آئورگازینسکی، باشقیرستان)
چیشما (به لاتین: Chishma) یک منطقهٔ مسکونی در روسیه است که در باشقیرستان واقع شده‌است.